# Samuel Sánchez
Samuel Sánchez celým jménem Samuel Sánchez González (* 5. února 1978, Oviedo) je španělský profesionální cyklista, vítěz Letních olympijských her 2008 v silniční cyklistice v závodu s hromadným startem, když v závěrečném spurtu předstihl specialisty na spurty Fabiana Cancellaru a Davida Rebellina. Jednalo se celkově o 99. olympijskou medaili v pořadí pro Španělsko. Jeho vítězství bylo velice cenné a poměrně nečekané, neboť španělská cyklistika disponuje celou řadu velice kvalitních cyklistů, kteří byli pro tento závod favorizováni.
Svoji profesionální kariéru započal v roce 2000 v profi týmu Euskaltel-Euskadi.